# Concerto per pianoforte e orchestra n. 5 (Mozart)
Il Concerto per pianoforte ed orchestra n. 5 in Re maggiore (K 175) fu scritto da Wolfgang Amadeus Mozart nel 1773, ossia a 17 anni, subito dopo il rientro a Salisburgo dal suo terzo e ultimo viaggio in Italia.
La prima assoluta è stata il 23 marzo 1783 al Burgtheater di Vienna alla presenza dell'imperatore Giuseppe II d'Asburgo-Lorena.
Viene considerato la sua prima composizione originale del genere, in quanto i precedenti quattro concerti (K 37, K 39, K 40 e K 41) sono in realtà dei pastiches scritti arrangiando temi e movimenti di diversi altri compositori suoi contemporanei. Tuttavia nel primo movimento di questo concerto, che costituisce un apprezzabile passo avanti verso la maturità, si notano evidenti influssi da parte del quasi coevo Concerto per clavicembalo in Fa maggiore dell'italiano Andrea Lucchesi , che Mozart aveva ricevuto in dono dallo stesso autore, e che fino al 1777 farà parte del proprio repertorio personale. Il K 175 rappresenta il superamento del concerto barocco e l'inizio del periodo classico.
In questo pezzo, inoltre, Mozart racconta sicuramente molto di se stesso: lo dimostra il fatto che egli lo riterrà la sua composizione per pianoforte più riuscita, e la eseguirà più volte in pubblico, riscuotendo tanti successi nelle sue tournée europee, fino a pochi mesi dalla morte. Addirittura, per adattarlo alle esigenze del pubblico viennese (musicalmente differente da quello della città di Mannheim per il quale, probabilmente, il concerto era destinato), scriverà un nuovo rondò per il finale, che però come finale risulta comunque discordante con gli altri movimenti del concerto, e la sua costruzione appare piuttosto elementare (e per questo oggetto di critica da parte di alcuni studiosi).
La struttura del concerto segue i canoni tradizionali; infatti è suddivisa in tre movimenti:
- Allegro
- Andante un poco adagio
- Allegro

Esso si distingue da altre composizioni per la musica straordinaria, che secondo critici ed esegeti è considerata il segno tangibile della genialità di Mozart, in particolar modo nella parte finale del concerto.